# 陈福汉

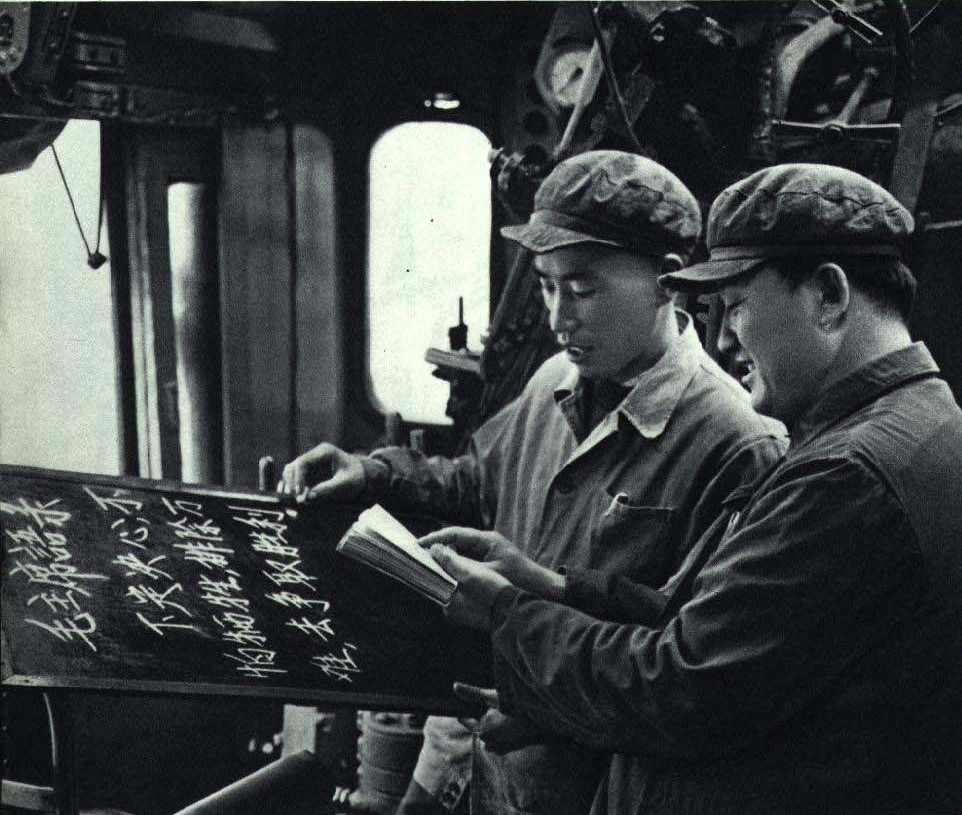
1967年的陈福汉与蔡连兴

陈福汉（1936年—），天津武清梅厂镇灰锅口村人。中华人民共和国政治人物。
早年担任毛泽东号司机长。1979年，任北京铁路局工会副主席。1981年，升任北京铁路分局副局长；次年任北京市总工会组织部部长。1983年，任北京市总工会副主席。